# 濱野成秋
濱野 成秋（はまの せいしゅう、1941年3月25日 - ）は日本の作家・アメリカ文学者。

## 人物・来歴
大阪府堺市出身。本名は濱野成生。別名義として浜野 成生(はまの しげお)とも。筆名は立木優（たつきゆう）。慶応義塾大学文学部文学科アメリカ文学専攻を卒業。1995年より日本女子大学文学部英文学科で教授を務めた。2009年、定年により退職。現在、日本浪漫学会会長を務め、同学会主催『令和オンライン万葉集』編集長。

## 著書
- 『今日のアメリカ作家群像』浜野成生 (研究社選書 研究社出版, 1978.9
- 『ユダヤ系アメリカ人と日本の世紀』浜野成生. 弓書房, 1981.5
- 『合格ラインの英単語 Q&A作戦』浜野成生. 研究社出版, 1983.1
- 『ユダヤ系アメリカ文学の出発』浜野成生. 研究社出版, 1984.2
- 『ランキングにだまされない大学選び』浜野成生 グラフ社, 1984.7
- 『合格ラインの英熟語 Q&A作戦』浜野成生 研究社出版, 1985.3
- 『漱石が笑った 「坊つちやん」とゆくランゲージ・トリップ』浜野成生 グラフ社, 1985.8
- 『合格ラインの英文法』浜野成生 研究社出版, 1988.3
- 『父の宿』 (文藝選書) 濱野成秋 日本優良図書出版会, 2001.1
- 『別れる季節 (文藝選書) 濱野成秋 日本優良図書出版会, 2001.1
- 『若者よ明日香の国は』 (文藝選書) 濱野成秋 日本優良図書出版会, 2001.1
- 『かまぐれ』 (文藝選書 濱野成秋 日本優良図書出版会, 2001.1
- 『心は孤独な旅人』 (文藝選書) 濱野成秋 日本優良図書出版会, 2001.1
- 『日本語朗読の楽しみ』濱野成秋 グラフ社, 2002.7
- 『日朝、もし戦えば リアルタイム日本を描く国と家族の防衛サスペンス』濱野成秋 中央公論新社, 2003.4  『日朝、もし戦わば』ゴマブックス, 2006.9
- 『声出し実用英会話』濱野成生 グラフ社, 2004.4
- 『愚劣少年法』濱野成秋 中央公論新社, 2004.7
- 『0から億へ 年金ゼロ時代への蓄財学』濱野成秋 プレイス, 2005.4
- 『日本の、次の戦争』濱野成秋 ゴマブックス, 2006.8
- 『最強の英単語』濱野成秋 上宮学術文化振興会, 2007.4
- 『結婚(マリッジ)ライセンス あなたも幸せにならなくちゃ』濱野成秋 世界文化社, 2008.12
- 『ユダヤ人に学ぶ速学術 1回5分の勉強法!』濱野成秋 グラフ社, 2009.1
- 『ビーライフ! = It's a Bee Life : 白亜館物語』濱野成秋 中央公論新社, 2012.8

### 共著編
- 『アメリカ文学と時代変貌』浜野成生編. 研究社出版, 1989.4
- 『日米映像文学に見る家族 濱野成生他編. 日本優良図書出版会, 2002.3

### 翻訳
- ウォーカー・パーシィ『最後の紳士』 (現代アメリカ文学選) 浜野成生訳. 富山房, 1975